# 견사 형성
견사 형성(독일어: Spinnbarkeit, 영어: spinnability) 또는 견사성은 섬유성(영어: fibrosity)으로도 알려져 있으며, 점액, 타액, 알부민 및 유사한 점탄성 유체에서 다양한 정도로 발견되는 끈적끈적하거나 늘어나는 특성을 나타내는 생물의학적 유동학 용어이다. 이 용어는 특히 배란 직전 또는 배란 중에 자궁 경부 점액(cervical mucus)과 관련하여 사용된다.

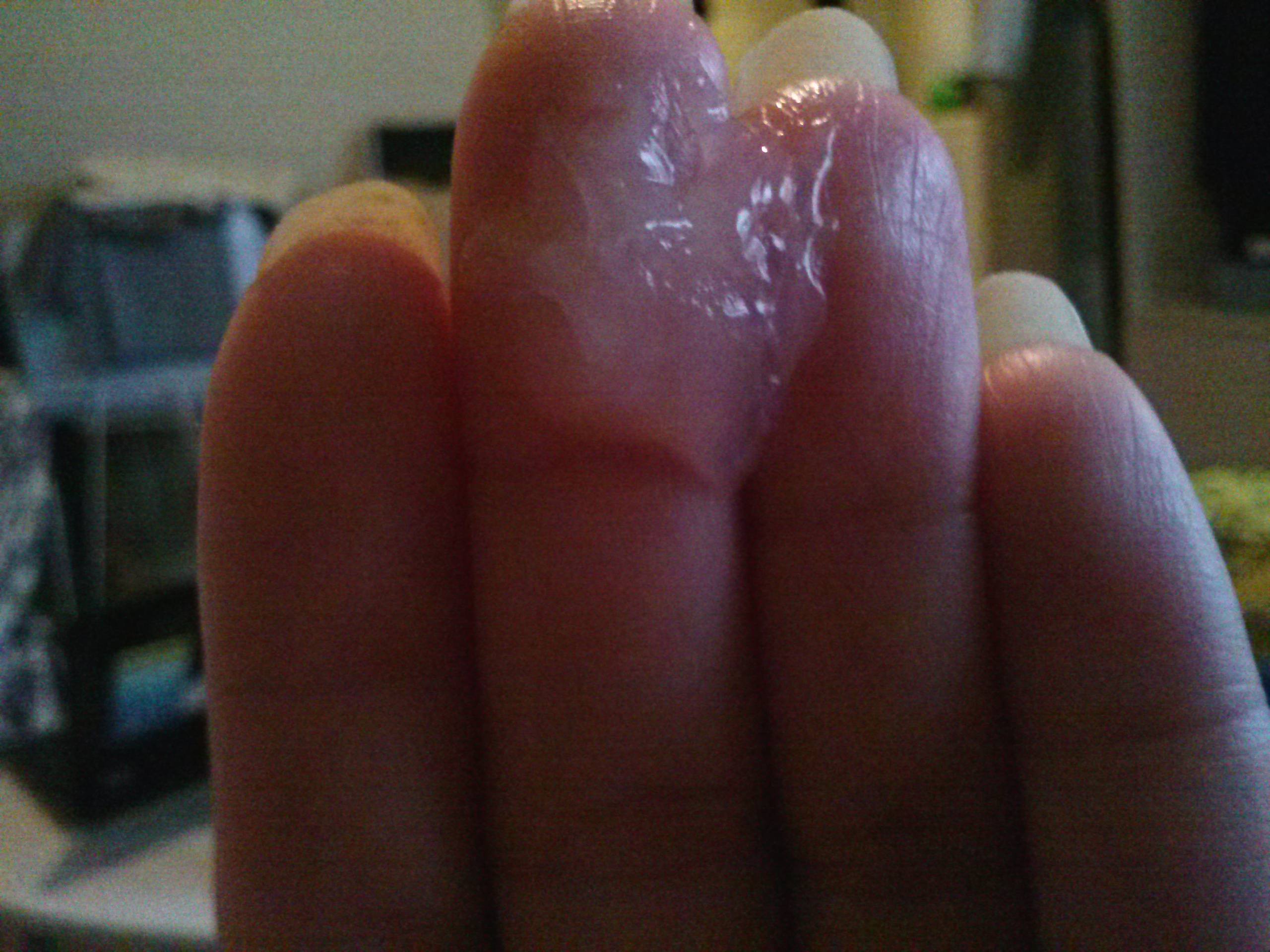

에스트로겐의 영향으로 자궁경부 점액은 풍부하고 투명하며 늘어나고 달걀 흰자와 다소 비슷해진다. 점액의 늘어짐은 실을 자을 수 있는 능력(ability to be spun)을 의미하는 독일어 단어인 spinnbarkeit로 설명된다. 이러한 점액만이 정자가 침투할 수 있는 것으로 보인다. 배란 후 자궁경부 점액의 특성이 변하고 프로게스테론의 영향으로 두껍고 희박하며 끈적거린다. 정자는 일반적으로 이를 침투할 수 없다.
타액은 항상 spinnbarkeit를 나타내지는 않지만 특정 상황에서는 나타날 수 있다. 비강 점액의 점성도(thickness)와 spinnbarkeit는 코가 막힌 것처럼 보이는지 여부를 결정하는 요인이다.
점액섬모 운반(mucociliary transport, 점액섬모 청소, mucociliary clearance)은 섬유질 점액과 박동하는 섬모의 상호 작용에 따라 달라진다.

## 같이 보기
- 점액과다분비
- 임질